# Cascavel (microregio in Paraná)
Cascavel is een van de 39 microregio's van de Braziliaanse deelstaat Paraná. Zij ligt in de mesoregio Oeste Paranaense en grenst aan de microregio's Capanema, Foz do Iguaçu, Toledo, Goioerê, Pitanga, Guarapuava en Francisco Beltrão. De microregio heeft een oppervlakte van ca. 8.516 km². In 2009 werd het inwoneraantal geschat op 441.794.
Achttien gemeenten behoren tot deze microregio:
- Anahy
- Boa Vista da Aparecida
- Braganey
- Cafelândia
- Campo Bonito
- Capitão Leônidas Marques
- Cascavel
- Catanduvas
- Corbélia
- Diamante do Sul
- Guaraniaçu
- Ibema
- Iguatu
- Lindoeste
- Nova Aurora
- Santa Lúcia
- Santa Tereza do Oeste
- Três Barras do Paraná

Mesoregio's: Centro Ocidental Paranaense · Centro Oriental Paranaense · Centro-Sul Paranaense · Metropolitana de Curitiba · Noroeste Paranaense · Norte Central Paranaense · Norte Pioneiro Paranaense · Oeste Paranaense · Sudeste Paranaense · Sudoeste Paranaense

Microregio's: Apucarana · Assaí · Astorga · Campo Mourão · Capanema · Cascavel · Cerro Azul · Cianorte · Cornélio Procópio · Curitiba · Faxinal · Floraí · Foz do Iguaçu · Francisco Beltrão · Goioerê · Guarapuava · Ibaiti · Irati · Ivaiporã · Jacarezinho · Jaguariaíva · Lapa · Londrina · Maringá · Palmas · Paranaguá · Paranavaí · Pato Branco · Pitanga · Ponta Grossa · Porecatu · Prudentópolis · Rio Negro · São Mateus do Sul · Telêmaco Borba · Toledo · Umuarama · União da Vitória · Wenceslau Braz